# Tahara (stad)
Tahara (田原市, Tahara-shi) är en japansk stad i prefekturen Aichi på den centrala delen av ön Honshu. Tahara fick stadsrättigheter 2003 och staden täcker, efter inkorporering av Atsumi kommun, större delen av Atsumihalvön i södra delen av prefekturen.